# Trapper (fugle)
 For alternative betydninger, se Trapper. (Se også artikler, som begynder med Trapper)
Trapper (Otididae) er mellemstore til store terrestriske fugle som hovedsagelig er knyttet til åbent græsdækket slette. Trapper er udbredt i både Afrika, Eurasien og Australien, men antallet af arter er størst i Afrika. Familien er eneste familie i trappe-ordenen, Otidiformes.

## Beskrivelse
Trapper er langbenede og langhalsede mellemstore til store fugle på 40–120 cm med en terrestrisk levevis. De største arter vejer mere end 10 kg, og et par af arterne kan nå op på 18–19 kg (stortrappe og koritrappe). Jægere hævder at have fanget stortrappe på hele 24 kg, men påstanden er ikke verificeret. Derimod blev der for nogle år siden fundet en død stortrappe i Spanien som vejede 19 kg. Koritrappen er dog større end stortrappen, med en rekord på 19 kg for en levende fugl. Den bliver højere og har større gennemsnitsvægt. Begge arter er blandt de største fugle i verden som kan flyve. Nogle af slægterne (Otis, Ardeotis og Chlamydotis) har ekstrem kønsdimorfisme, idet vægten for hunner kun ligger på omkring 1/3 af hannens og højden på omkring 2/3 af hannens.
Arterne mangler bagtå og har derfor ingen forudsætninger for trælevende levevis. Fuglene kan flyve, men flyver sjældent (kan være blot en til to gange om ugen).

## Habitat
Trapper trives i tropisk, subtropisk og varmt tempereret klima, typisk i fladt græsdækket terræn, af og til med sparsom kratskov og spredte mindre buske og småtræer.

## Taksonomi
Trapper ligner tranefugle og blev tidligere placeret i ordenen Gruiformes, men moderne forskning viser at slægtskabet til tranefuglene ikke er specielt nært. Trappernes nærmeste nulevende slægtninge er derimod gøgefugle (Cuculiformes) og turakoer (Musophagiformes). Disse samles i Otidimorphae, men det nøjagtige slægtsforhold mellem disse tre grupper er fortsat uklart.
Ifølge Jarvis et al. (2014) er trapper og turakoer søstergrupper, men undersøgelsen er temmelig usikker. Det åbner for andre konstellationer. Boyd (2015) har en hypotese om at trapperne kan være den basale gruppe i Otidimorphae, og at gøgefugle og turakoer kan vise sig at være søstergrupper, men hypotesen er indtil nu ikke blevet testet.

### Systematisk inddeling
Otididae tæller 26 arter, fordelt i 11 slægter, og inddelingen herunder følger Cohen (2011) og Boyd (2015). HBW Alive regner med 12 slægter, idet de fire første af arterne (nuba, denhami, ludwigii og heuglinii) i Ardeotis henføres til slægten Neotis. Imidlertid har både Pitra et al. (2002) og Cohen (2011) foreslået at flette disse to slægter sammen i Ardeotis. Danske navne følger Danske navne på alverdens fugle.
- Lissotis
  - Sortbuget trappe, Lissotis melanogaster
  - Sølvtrappe, Lissotis hartlaubii
- Ardeotis
  - Nubisk trappe, Ardeotis nuba
  - Brunhalset trappe, Ardeotis denhami
  - Sorthalset trappe, Ardeotis ludwigii
  - Sortmasket trappe, Ardeotis heuglinii
  - Arabisk trappe, Ardeotis arabs
  - Koritrappe, Ardeotis kori
  - Indisk trappe, Ardeotis nigriceps
  - Australsk trappe, Ardeotis australis
- Tetrax
  - Dværgtrappe, Tetrax tetrax
- Otis
  - Stortrappe, Otis tarda
- Chlamydotis
  - Kravetrappe, Chlamydotis undulata
  - Østlig kravetrappe, Chlamydotis macqueenii (tidligere regnet som underart af C. undulata)
- Houbaropsis
  - Stor florikan, Houbaropsis bengalensis
- Sypheotides
  - Florikan, Sypheotides indica
- Lophotis
  - Rødtoppet trappe, Lophotis ruficrista
  - Pygmætrappe, Lophotis savilei
  - Okkertoppet trappe, Lophotis gindiana
- Heterotetrax
  - Bruntrappe, Heterotetrax humilis
  - Namibtrappe, Heterotetrax rueppellii
  - Brungrå trappe, Heterotetrax vigorsii
- Afrotis
  - Hvidvinget sorttrappe, Afrotis afraoides
  - Sorttrappe, Afrotis afra
- Eupodotis
  - Blåtrappe, Eupodotis caerulescens
  - Rusttoppet trappe, Eupodotis senegalensis